# Slovenske Gorice

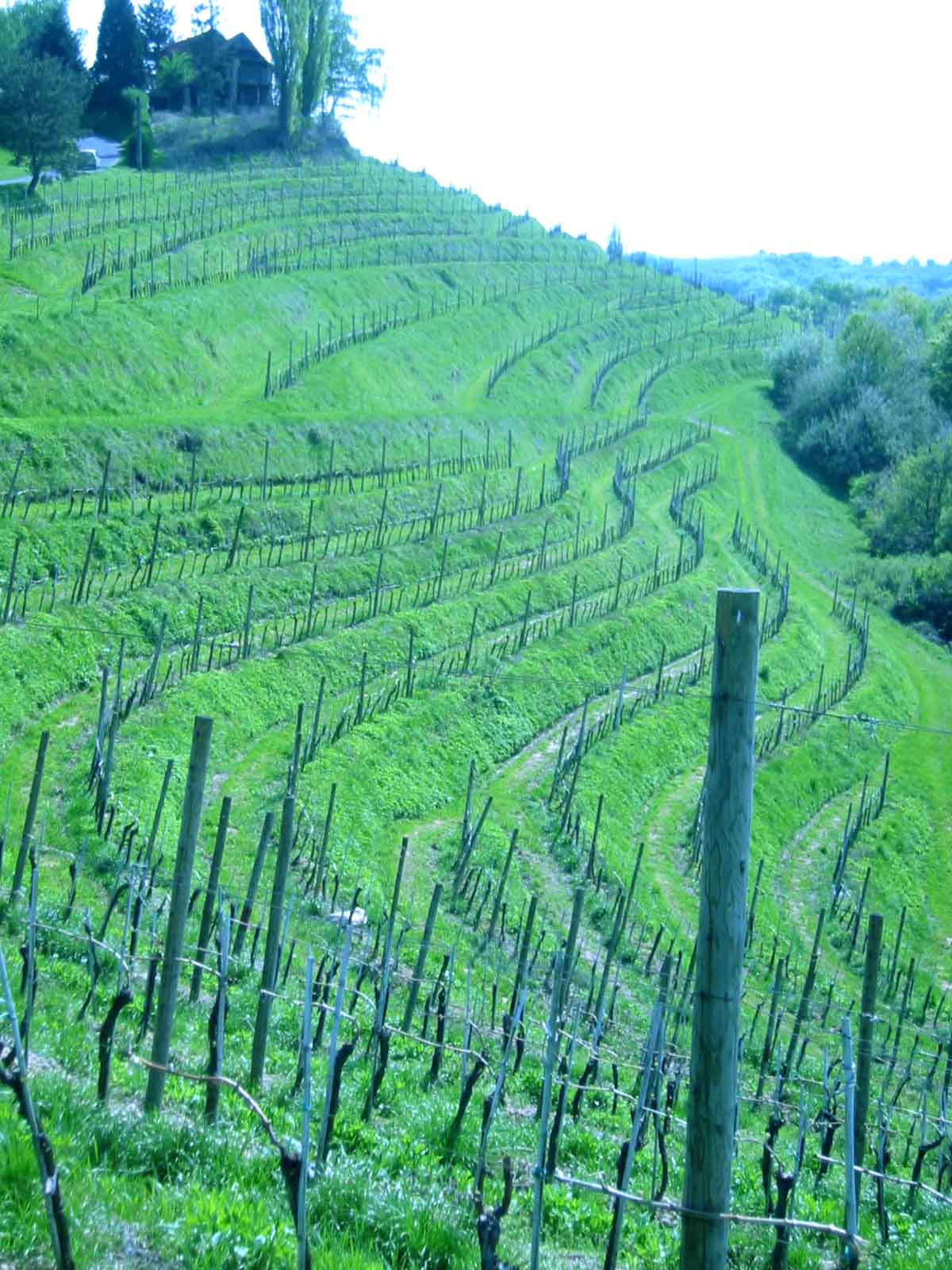
Vignobles de la région.

Le Slovenske Gorice (allemand : Windische Bühel) est une région vallonnée du nord-est de la Slovénie reconnue pour ses vignobles. La région, qui fait partie de la Styrie slovène, est parfois divisée en une partie occidentale et en une partie orientale (cette dernière étant nommée Prlekija). Elle est le prolongement du massif montagneux alpin de Koralpe et en son centre se situe la municipalité de Lenart. La ville la plus importante à proximité est Maribor, celle-ci se situe à la limite occidentale de la région.

## Étymologie
Le mot Slovenske signifie « slovène » tandis que le mot Gorice (ou Bühel en allemand) correspond au mot « montagne » ou « colline ». Le nom allemand Windische provient du vieil allemand Wendisch qui signifie « slave ». Cette dualité entre le nom germanique et le nom slovène s’explique par le fait que la région a longtemps fait partie de l’empire d’Autriche-Hongrie et cela jusqu'à la fin de la Première Guerre mondiale.

## Description
Les collines de la région datent du Tertiaire et ne dépassent en général pas de beaucoup les 400 mètres d’altitude. Les vallées entre les collines accueillent de nombreux cours d’eau et sont en général orientées du nord-ouest vers le sud-est. À l’est se trouve la rivière Mur, à l’ouest la rivière Drave, au sud la Croatie et au nord l’Autriche. Le climat est de type subpannonien avec des précipitations annuelles moyennes proches de 1 000 mm. Les collines sont en partie couvertes de vignobles.